# Mariner 4

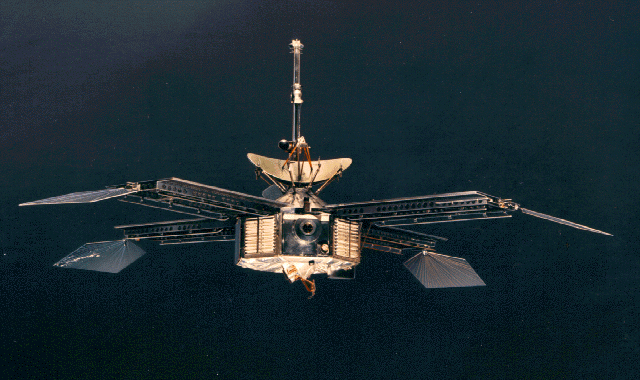
Mariner 4

El Mariner 4 va ser la quarta sonda del programa Mariner de la NASA. Juntament amb la seva bessona Mariner 3 (que fallà en el llançament), el seu objectiu era realitzar un sobrevol del planeta Mart. Aquesta quarta missió aconseguí realitzar el primer sobrevol amb èxit del planeta vermell i ens va enviar les primeres fotografies de la seva superfície. Igual que la Mariner 3 es va dissenyar per realitzar observacions detallades de Mart, incloent-hi mesuraments de les partícules i els camps interplanetaris en les proximitats del planeta.

## Disseny de la sonda
L'estructura de la Mariner 4 estava formada per un cos octogonal de magnesi de 127 cm de llarg i 46 d'alt. Els quatre plafons solars tenien una longitud total de 6,88 m, inclosos els sensors de pressió solar acoblats als seus extrems. L'antena parabòlica tenia un diàmetre de 117 cm, acompanyada d'una antena de baix guany en forma de pal de 223 cm de longitud. La càmera fotogràfica estava instal·lada en una plataforma mòbil. A més, incloïa un magnetòmetre, un detector de pols, un detector de raigs còsmics, un detector de radiació, un sensor de plasma solar i una cambra de ionització al costat d'un comptador Geiger.
Els quatre plafons solars de 176 x 90 cm, formats per 28.224 cèl·lules fotovoltaiques, creaven 310 W de potència a la distància de Mart. El sistema elèctric estava recolzat per una bateria recarregable d'argent i zinc de 1 200 W. Per a la propulsió constava de 4 propulsors d'hidracina de 222 N cada un; per a l'orientació usava 3 giroscopis i 12 vàlvules de nitrogen instal·lades als extrems dels plafons solars. La informació sobre la posició i l'orientació la proporcionaven set sensors d'estrelles que buscaven constantment el Sol, la Terra, Mart i Canopus. Les dades s'emmagatzemaven en una cinta amb una capacitat total de 5,24 milions de bits i es transmetien a la Terra per alguna de les dues antenes a velocitats de 8,3 o de 33,1 bps, segons l'antena escollida.

## Missió i resultats científics

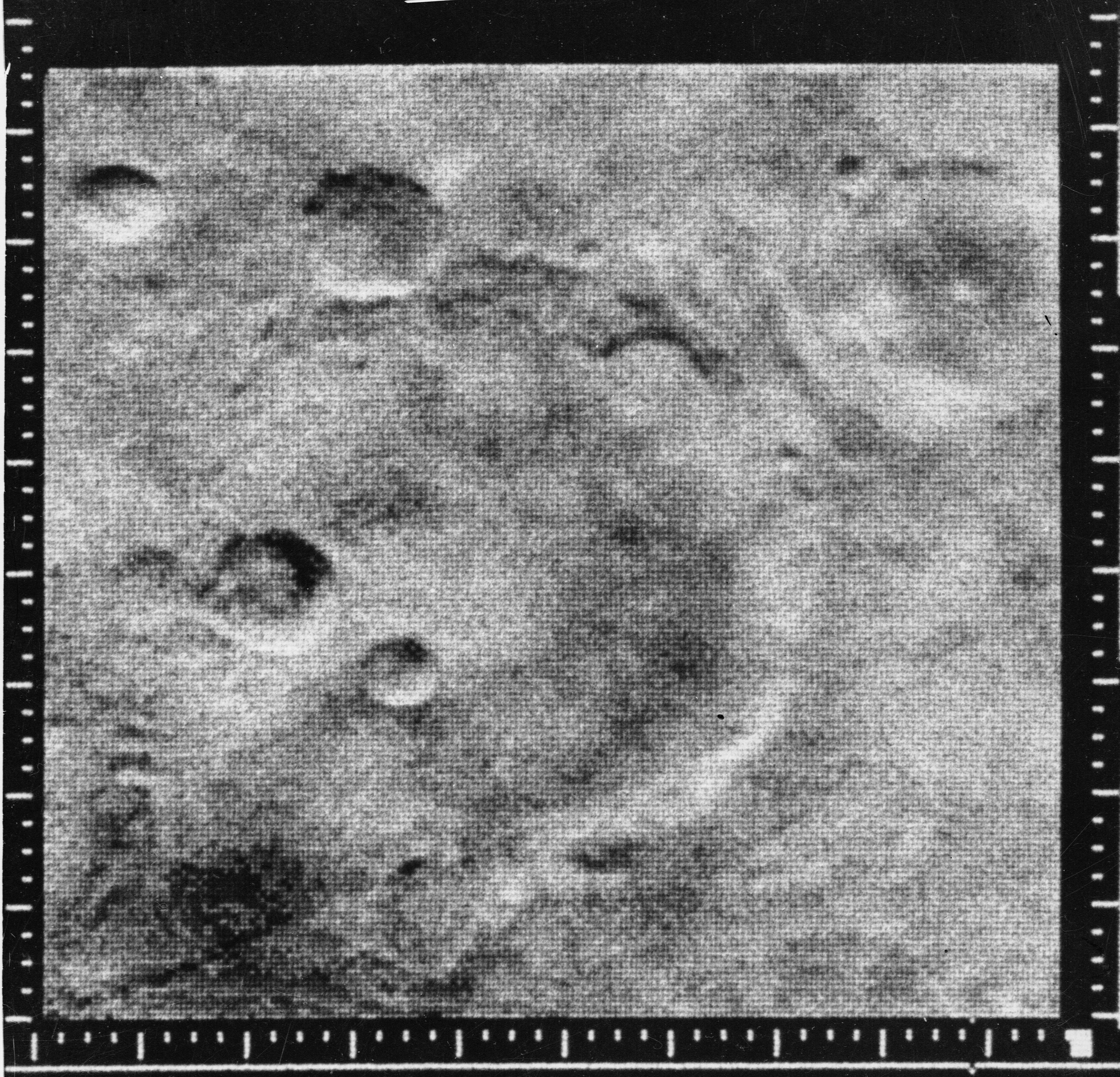
Una de les imatges de Mart enviades per la Mariner 4.

La Mariner 4 fou llençada el 28 de novembre de 1964 en un coet llançador Atlas D. Després de set mesos i mig de viatge i d'una maniobra per a corregir la trajectòria el 5 de desembre de 1964, la nau va sobrevolar Mart entre el 14 i el 15 de juliol de 1965. Durant aquest sobrevol la càmera de la sonda va prendre 21 imatges més 21 línies pertanyents a la imatge número 22 que va quedar interrompuda. Les imatges cobrien zones disperses del planeta entre els 40° N, 170° E i els 35° S, -200° E, que representa un 1% de la superfície total de Mart.
La màxima aproximació va tenir lloc a les 01:00:57 GMT del 15 de juliol a una distància de 9.846 km. Totes les imatges van ser emmagatzemades a la cinta de bord i després enviades a la Terra. A les 02:19:11 GMT la Mariner 4 va passar per darrere de Mart (vist des del nostre planeta) i les comunicacions es van interrompre. El senyal va ser readquirit a les 03:13:04 GMT, quan va reaparèixer per l'altra banda del planeta. Unes vuit hores després va començar la retransmissió de les imatges, que van continuar enviant-se a la Terra fins al 3 d'agost. Totes les imatges es van enviar per duplicat.
La nau va complir tots els objectius programats i es va mantenir enviant dades útils fins a l'1 d'octubre de 1965 a les 22:05:07 GMT, quan es trobava a una distància de 309 milions de quilòmetres, moment en el qual l'orientació de l'antena no va permetre la tramesa de més dades. Es pogué contactar altra vegada amb la sonda breument a finals de 1967.
Tots els experiments de la missió van funcionar correctament excepte la cambra de ionització, que va fallar el febrer de 1965, i el sensor de plasma, que es va veure degradat després de la fallada d'una resistència el 6 de desembre de 1964. La Mariner 4 ens proporcionà les primeres imatges de Mart, que mostraven un terreny crateritzat similar al de la Lluna, resultat que sorprengué els científics (tot i que les missions posteriors han demostrat que això no és típic a Mart, sinó només de les seves regions més antigues). La pressió atmosfèrica mesurada va variar entre 4,1 i 7 mb (inferior a la prevista) i no es va trobar cap camp magnètic.